# Delia clavata
Delia clavata är en tvåvingeart som beskrevs av Griffiths 1993. Delia clavata ingår i släktet Delia och familjen blomsterflugor. Inga underarter finns listade i Catalogue of Life.